# اچ‌ام‌اس برویک (۱۷۴۳)
اچ‌ام‌اس برویک (۱۷۴۳) (به انگلیسی: HMS Berwick (1743)) یک کشتی بود که طول آن ۱۵۱ فوت (۴۶٫۰ متر) بود. این کشتی در سال ۱۷۴۳ ساخته شد.